# Rui Silva (Leichtathlet)

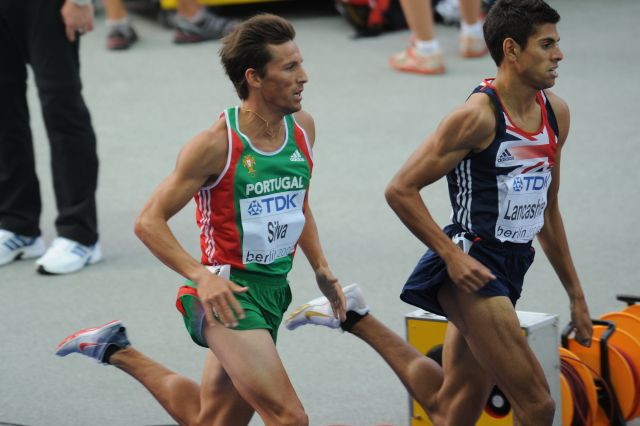
Rui Silva (links) bei den Weltmeisterschaften 2009 in Berlin

Rui Manuel Monteiro da Silva (* 3. August 1977 in Santarém) ist ein portugiesischer Mittel- und Langstreckenläufer.
Bei den Europameisterschaften 1998 in Budapest gewann er seine erste internationale Medaille (Silber auf seiner Spezialstrecke 1500 Meter), bei den Olympischen Spielen 2000 in Sydney scheiterte er allerdings im Vorlauf. 2001 holte er den Titel bei den Hallenweltmeisterschaften in Lissabon und wurde Siebter bei den Weltmeisterschaften in Edmonton, und 2002 gewann er Bronze bei den Europameisterschaften in München. Bei den Weltmeisterschaften 2003 in Paris/Saint-Denis belegte er den fünften Platz.
Bei den Olympischen Spielen 2004 in Athen kam er ebenfalls auf den Bronzerang, hinter Hicham El Guerrouj (MAR) und Bernard Lagat (KEN). Ebenfalls eine Bronzemedaille gab es für ihn bei den Weltmeisterschaften 2005 in Helsinki. 

## Persönliche Bestzeiten
- 800 m: 1:44,91 min, 20. August 2002, San Sebastián
- 1500 m: 3:30,07 min, 19. Juli 2002, Monaco
- 1 Meile: 3:49,50 min, 12. Juli 2002, Rom
- 3000 m: 7:46,41 min, 20. Juni 2004, Istanbul
- 5000 m: 13:19,20 min, 11. Juni 2004, Bergen